# Слободчиково (посёлок железнодорожной станции)
Слободчико́во — железнодорожная станция в Ленском районе Архангельской области, в настоящее время без постоянного населения. Входит в состав Урдомско́го городского поселения.

## География
Находится в юго-восточной части Архангельской области на расстоянии приблизительно 12 км на юго-запад по прямой от административного центра поселения поселка Урдома у железнодорожной линии Котлас-Воркута.

## История
Населенный пункт вырос при разъезде, известном с 1941 года. В 1950-х годах разъезд был преобразован в станцию. Закрыта в 2000 году. Здесь было отмечено 20 хозяйств (1974 год), 22 (1985), 2 (1996).

## Население
Численность населения: 54 человека (1974 год), 4 (1985), 2 (1996), 0 как в 2002 году, так и в 2010.